# Bad Oexen

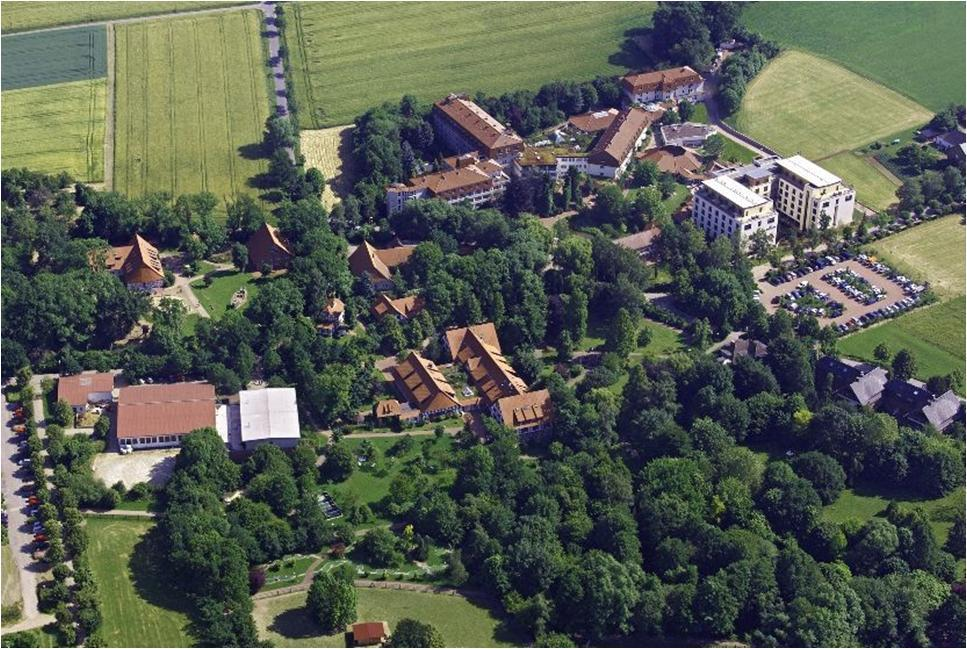
Luftbild der Klinik Bad Oexen

Bad Oexen liegt im Norden von Bad Oeynhausen im Stadtteil Eidinghausen (Ortsteil Wöhren) am Südhang des Wiehengebirges. Der Ort wurde Mitte des 19. Jahrhunderts durch sein Heilwasser bekannt und ist heute Standort einer Spezialklinik.

## Name
Der Name „Oexen“ entwickelte sich aus dem Namen eines Hofgutes, des sog. „Oexter Hofes“ (oder auch „Exter Hofes“). Die Bezeichnung soll der Überlieferung nach vom Lateinischen „extra“ stammen und so viel wie „außerhalb“, „weit draußen“ bedeuten. Hierdurch wird die lagemäßige Zugehörigkeit zu einem größeren herrschaftlichen Anwesen ausgedrückt. Der „Oexter Hof“ stellte in diesem Zusammenhang den „hintersten“, „äußersten“ (lat. extra) Hof dar. Als entsprechend zugehöriger „vorderer“ Hof dürfte das Gut Ovelgönne (heute Wasserschloss Ovelgönne in Eidinghausen) bezeichnet worden sein.

## Geschichtliche Entwicklung

### 10. bis 18. Jahrhundert

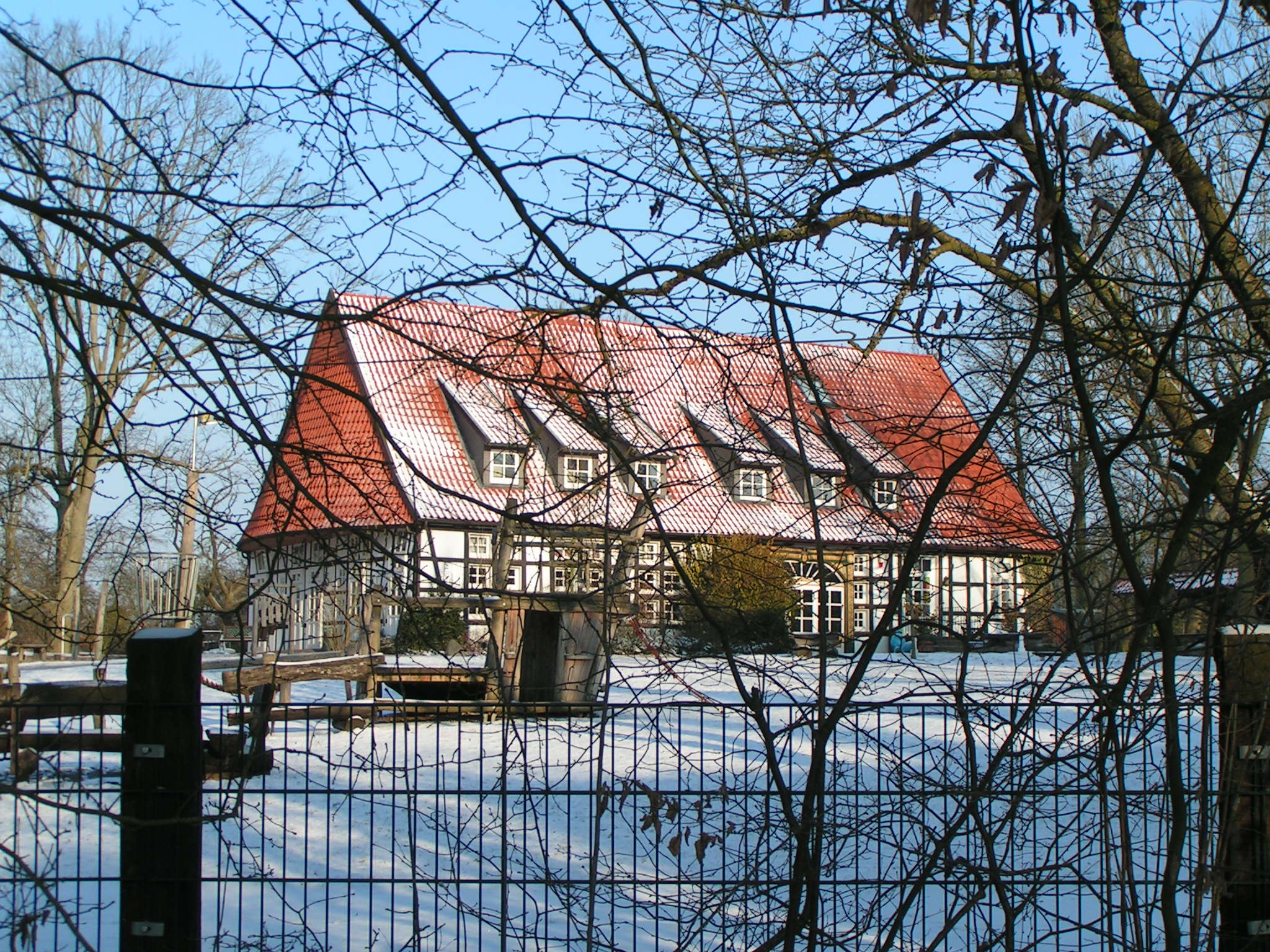
Oexer Hof heute

Das Gut Ovelgönne sowie vermutlich auch der Oexter Hof befanden sich im 10. Jahrhundert als sogenannter Meierhof im Besitz des Abdinghofklosters zu Paderborn, welche ihm 1183 durch Papst Lucius III. samt Patronat über die dortige Kirche bestätigt wurden. 1353 wurde der Gesamtbesitz vom Hochstift Paderborn zum Hochstift Minden übertragen.
Ab Anfang des 15. Jahrhunderts gehörte der Oexter Hof dem Geschlecht derer von Aswede. Urkundlich ist als erster Besitzer des Hofes Jasper von Aswede belegt, der den Hof von 1491 bis 1539 führte. Erwähnung findet der Hof auch als „Aswedehof“ (damals zur Pfarrei Volmerdingsen gehörig). Das Asweden-Geschlecht wird in Verbindung mit verschiedenen Gütern des Hochstifts Minden genannt. Die Herren von Aswede waren Ministerialen des Mindener Bischofs. Möglicherweise wurden sie vom Domkapitel mit dem Oexter Hof belehnt.
Der nächste nachweisbare Besitzer des Hofes war der Herr von dem Bussche zu Hünnefeld, ab wann genau, ist unklar. Vom Ende des 17. bis Ende des 18. / Anfang des 19. Jahrhunderts waren der Hof und dessen Ländereien an verschiedene Einzelpächter vergeben, auf dem Hof selbst lebte ein Verwalter (Rezeptor), der die Pachtgelder einnahm. Für die Zeit ab 1695 z. B. wird Rezeptor Röver als Verwalter des Hofes im Auftrag von dem Bussche zu Hünnefeld genannt. Von dem Bussche zu Hünnefeld ist bis 1752 durch Katastereintrag als Besitzer belegt. Er beanspruchte Abgabenfreiheit von der sogenannten Kontribution, mit der ansonsten die meisten derartigen Höfe belegt waren, wobei er sich dieses Privileg erkauft hatte. Fortan sprach man vom „Freien Oexter Hof“. In der Folgezeit übernahm der Haddenhausener Rentmeister Hartog den Hof, verlor ihn jedoch 1768 durch Konkurs. Der neue Eigentümer, Geheimrat von Borries aus Minden, ließ Hartog jedoch weiter auf dem Hof wohnen. Nach von Borries' Tod 1796 wurde dessen Witwe bis 1832 (nach anderen Quellen bis 1838) urkundlich als Besitzerin erwähnt.

### 19. Jahrhundert
Beim anschließenden Verkauf umfasste der Hof laut Verkaufsanzeige 91 Morgen Ackerland, 2½ Morgen Gartenland, 9 Morgen Wiese sowie 20 Morgen Holz. Käufer war Friedrich Schilling, der den Hof als Colon erwarb. Mit ihm begann Mitte des 19. Jahrhunderts die Geschichte des Heilbades. Sobald sich die Bauern durch die Zahlung einer Ablösungssumme von ihren Lehnsherren unabhängig machen konnten, bemühte sich Colon Schilling, sein Anwesen zu einem anspruchsvollen Gutsbetrieb umzugestalten. Durch die beginnende Industrialisierung schwand jedoch die bäuerliche Existenzgrundlage mehr und mehr, so dass er nach Alternativen suchen musste.

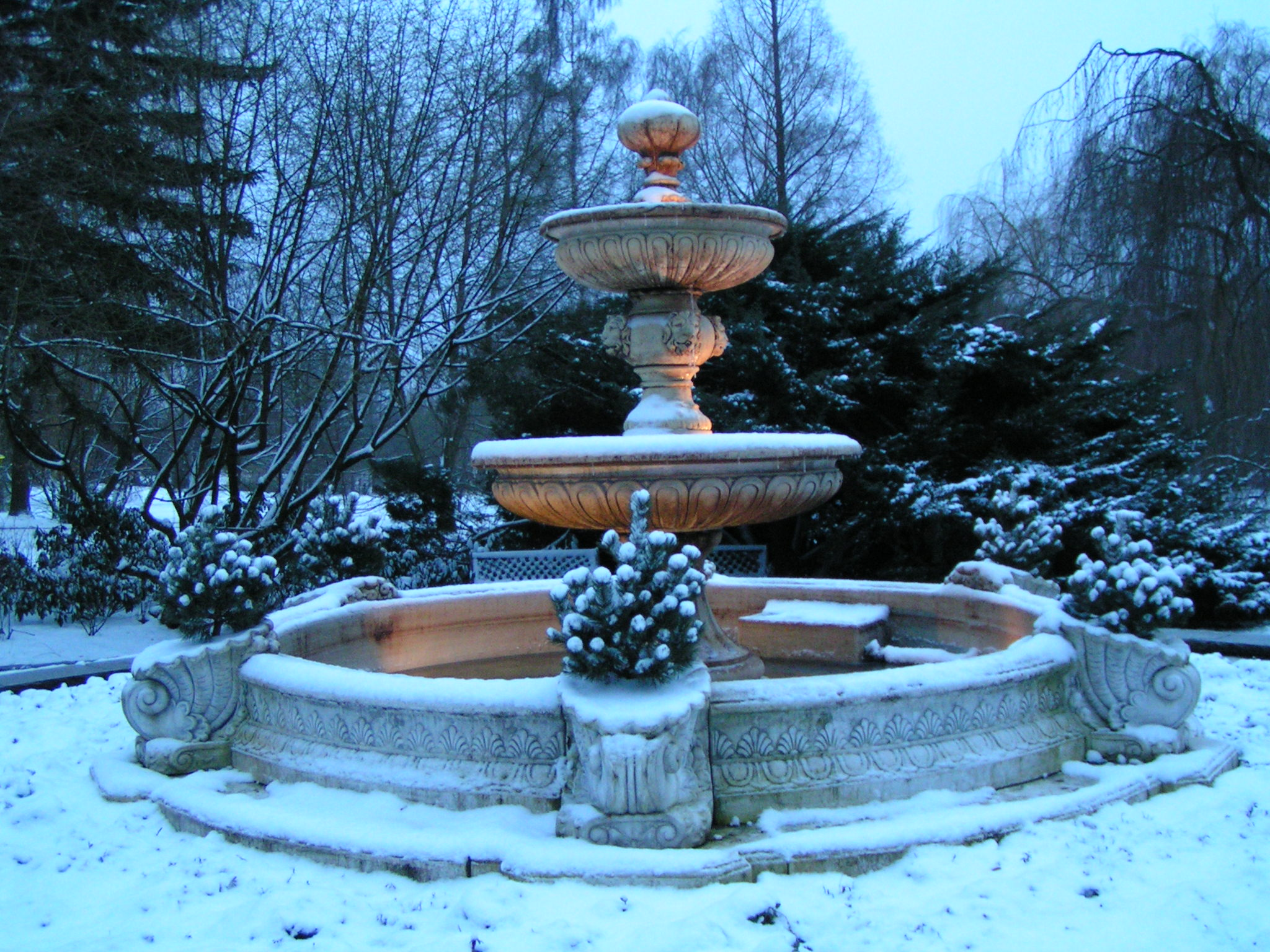
Springbrunnen im Kurpark Bad Oexen

1845 entdeckte Berghauptmann Karl von Oeynhausen (1795–1865) im Gebiet der damaligen, auf Befehl von König Friedrich II. errichteten „Königlichen Saline Neusalzwerk“ (heute Bad Oeynhausen) bei Bohrversuchen statt des erhofften Steinsalzlagers eine Thermalsolequelle. Angeregt durch diesen Erfolg suchte und fand Colon Schilling 1856 auf dem nun „Oexener Hof“ genannten Oexter Hof heilkräftiges Wasser. Schilling errichtete neben der Quelle ein Badehaus mit Schankwirtschaft. Am 16. August 1858 erhielt er die notwendige Konzession von der Königlich-Preußischen Regierung, vertreten durch Landrat Freiherr von Schlotheim. So begann im neuen Bad Oexen der Bäderbetrieb als sogenanntes Bauernbad. Um diese Zeit waren im ostwestfälisch-lippischen Raum bereits einige Bauernbäder entstanden, besonders an den Hängen des Wiehengebirges. Bauernbad bedeutete, dass hier die heimische Bevölkerung die Heilwirkung Heilwassers nutzte, während die auswärtige Gäste, insbesondere solche aus der Aristokratie, zur Kur in das viel feinere Bad Oeynhausen zogen. Colon Schilling, der auf großem Fuße lebte, musste bald Badehaus und Schankwirtschaft, später auch den Hof verkaufen. Erwerber war die Familie Harten aus Minden, die den Hof zeitweise an einen Pächter namens Flores verpachtete.

### 20. Jahrhundert

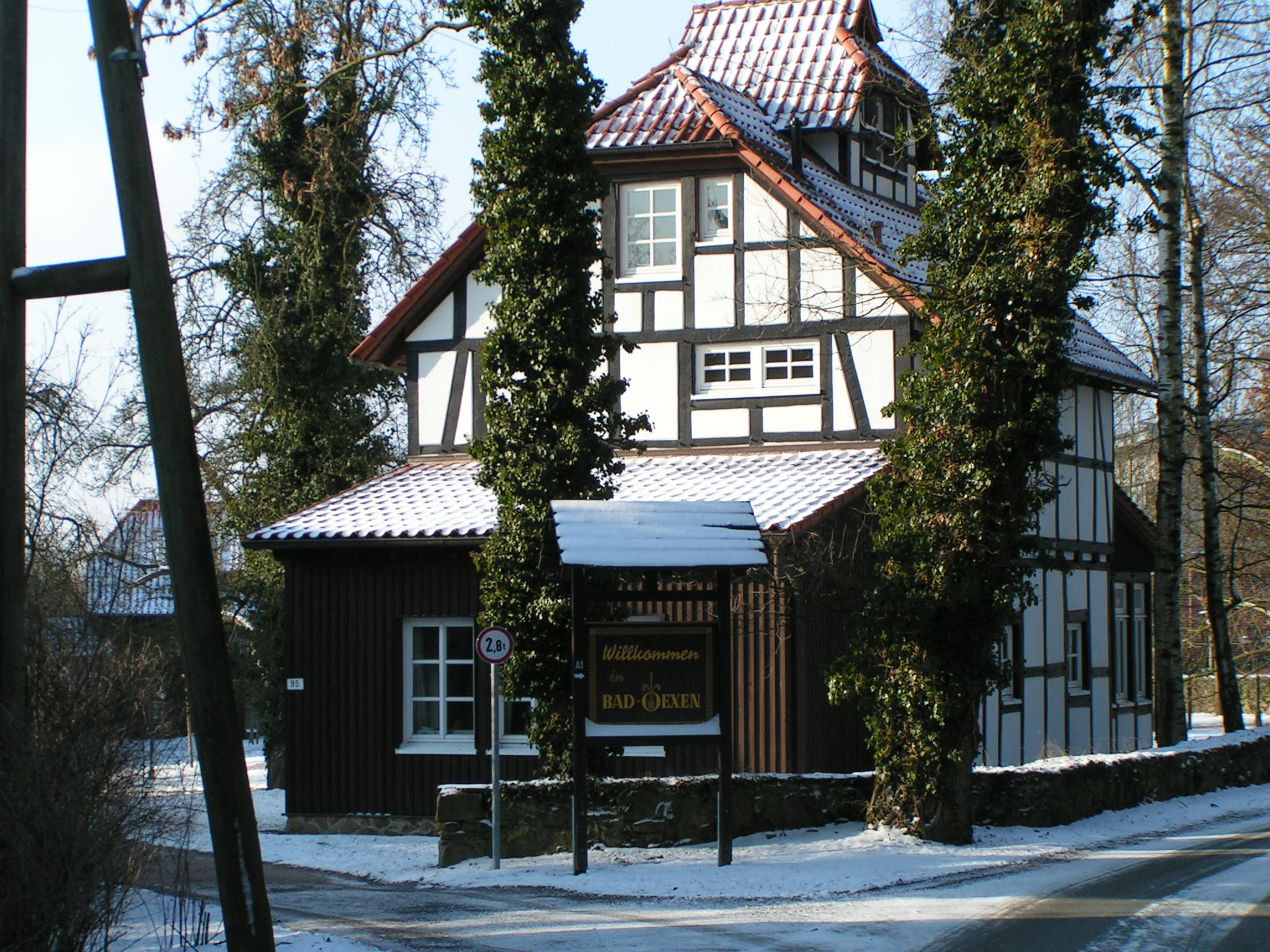
Villa Kunterbunt (Kinderabteilung der Kurklinik)

Bad Oexen war bis Anfang des 20. Jahrhunderts ein eigenständiges Kurbad. Zu dieser Zeit war Ludwig Brockmann, Unternehmer in Bad Oeynhausen, Eigentümer von Bad Oexen. 1904 erwarb Friedrich Held das Bad für die heutige Eigentümerfamilie Held / Brinkmeier / Schulte. In den folgenden Jahren wurde es zunächst als Sanatorium, später als Kurheim genutzt. Die 1957 beginnende Zusammenarbeit mit der Arbeitsgemeinschaft für Krebsbekämpfung Nordrhein-Westfalen legt den Grundstein zur Entwicklung der heutigen Rehabilitationsklinik für Tumorpatienten.

## Bad Oexen heute

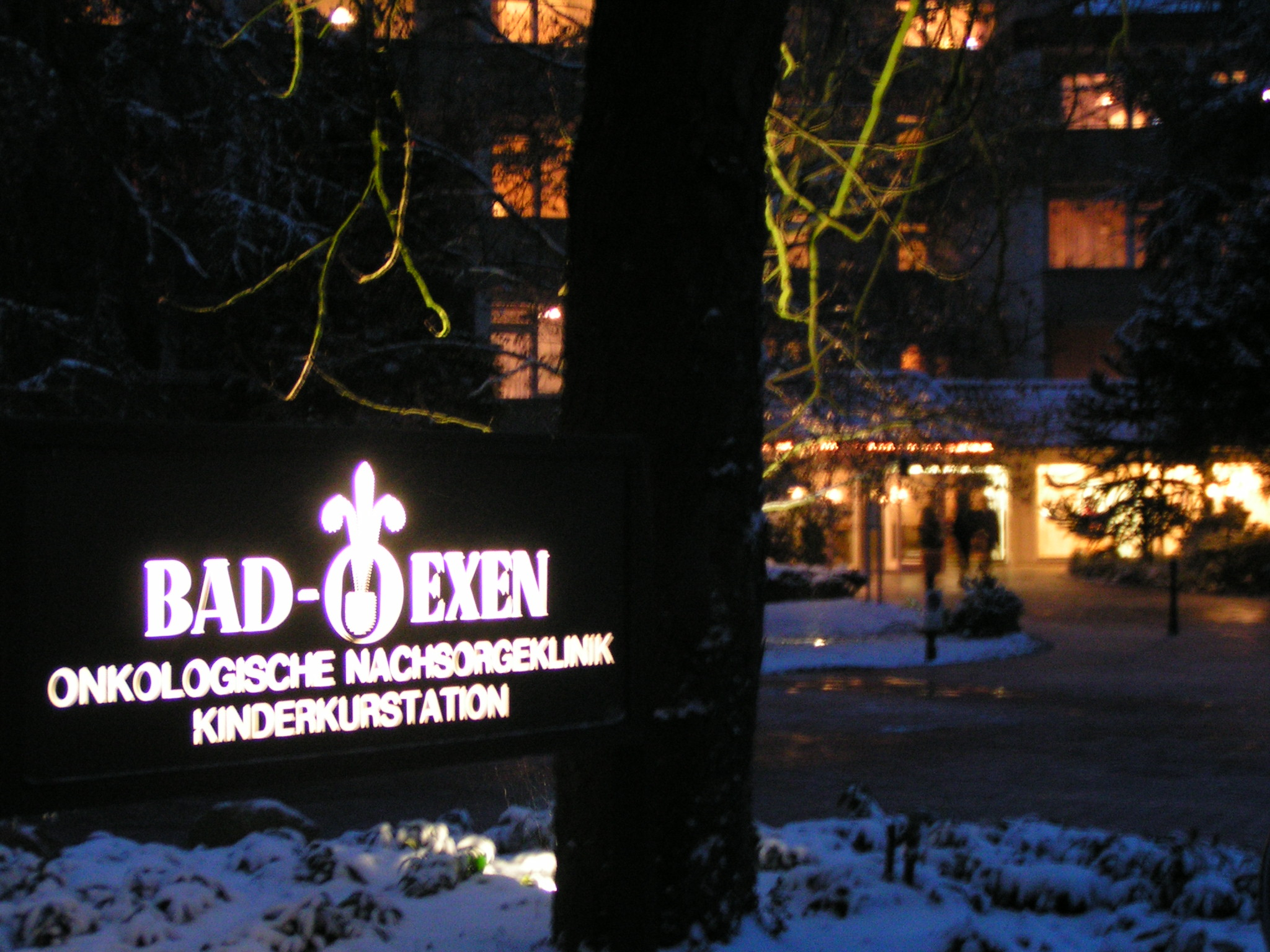
Eingang zur Kurklinik Bad Oexen

Die frühere Ortsbezeichnung „Bad Oexen“ ist heute in dem Kliniknamen aufgegangen. Dennoch findet man in den meisten Karten die Ortsbezeichnung „Oexen“ oder „Bad Oexen“. „Oexen“ ist auch der Name der Straße, die nach Bad Oexen führt. Die Klinik umfasst heute den Bereich des früheren Bauernbades inkl. Oexener Hof, zusätzlich ein seit dem 16. Jahrhundert bewirtschaftetes angrenzendes Gehöft („Siekmeyers Hof“) sowie einen großen Klinikpark mit altem Baumbestand.

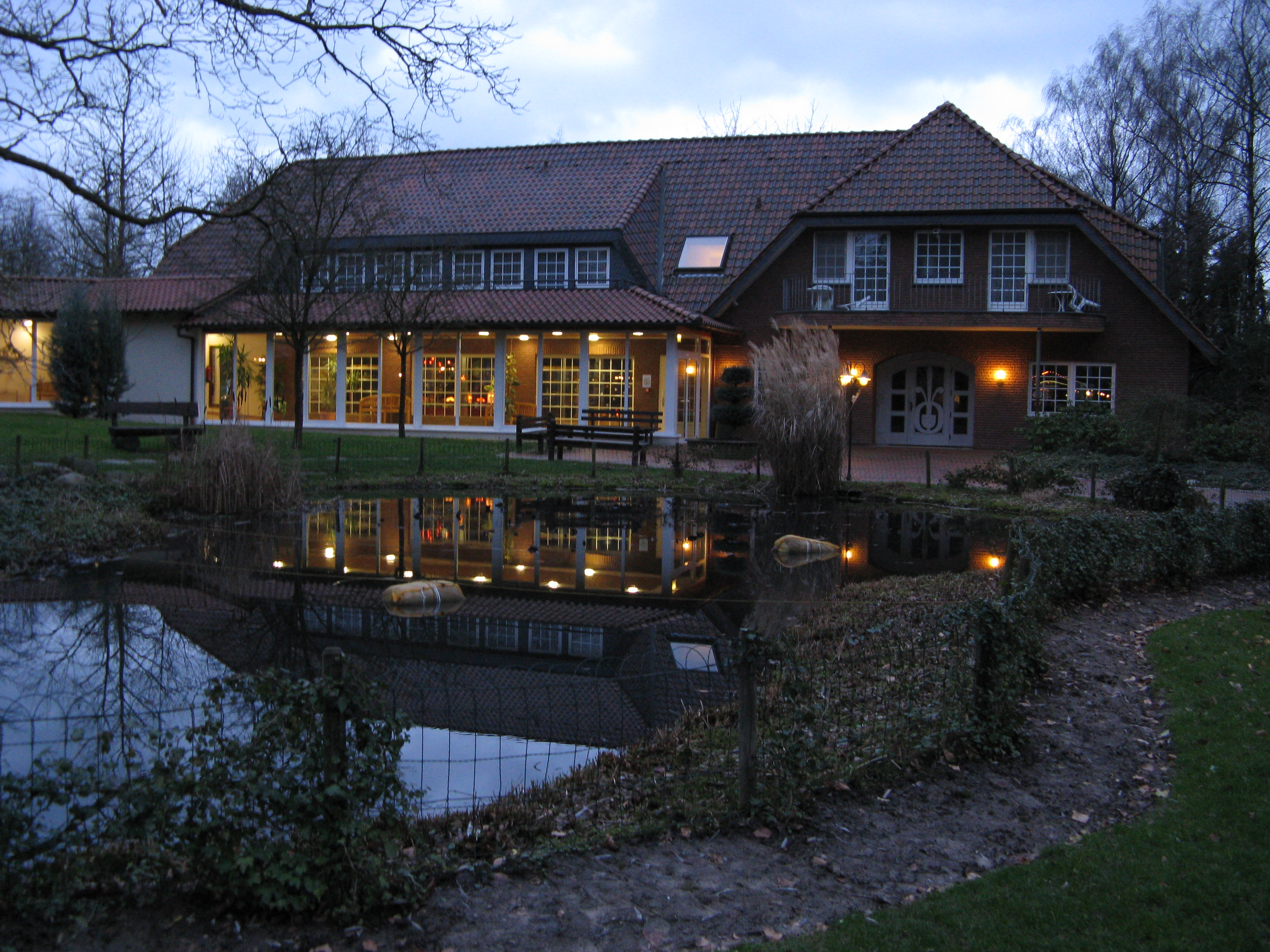
Teichhaus der Klinik Bad Oexen